# Dolichopeza (Oropeza) polita cornuta
Dolichopeza (Oropeza) polita cornuta is een ondersoort van de tweevleugelige Dolichopeza (Oropeza) polita uit de familie langpootmuggen (Tipulidae). De ondersoort komt voor in het Nearctisch gebied.